# Negowanka
Negowanka (bułg. Негованка) – rzeka w północnej Bułgarii, prawy dopływ Rosicy w dorzeczu Dunaju. Długość – 46,3 km, powierzchnia zlewni – 172,7 km². Maksymalne stany wód w okresie od lutego do maja, minimalne – w sierpniu i wrześniu. Zasilana głównie przez deszcze. W szczególnie suche lata wysycha na 15-40 dni w roku.
Negowanka wypływa 3,5 km na północny zachód od szczytu Kitka w środkowej Starej Płaninie. Płynie na północny wschód. W okolicy wsi Emen tworzy Wąwóz Emeński – antecedentny przełom. Uchodzi do Rosicy koło wsi Resen. Ma dwa większe dopływy – Suszicę i Peszterę.